# کاخ سانسوسی
کاخ سانسوسی (به آلمانی: Schloss Sanssouci) (برگرفته از عبارت فرانسوی sans souci [sɑ̃susi]) کاخ سلطنتی و اقامتگاه اصلی خانواده سلطنتی پادشاهی پروس بود که در شهر پوتسدام در کشور آلمان قرار دارد.
این کاخ یکی از چهار کاخ سلطنتی بزرگ و معروف اروپا است و در سبک روکوکو ساخته شده‌است. کاخ سانسوسی توسط فریدریش دوم، پادشاه امپراتوری پروس ساخته شده‌است.
سانسوسی دارای کاخ‌های مجلل تابستانی و زمستانی و همچنین اقامت‌گاه‌های مخصوص مهمانان و خدمه است. کاخ سانسوسی در میان تراس‌ها و باغ‌های بزرگ سانسوسی ساخته‌شده‌است. همچنین در بخش جنوبی کاخ زمستانی، یک سالن تئاتر قرار دارد که به فرمان فریدریش دوم ساخته‌شد. این سالن تئاتر گنجایش ۲۲۶ نفر را دارد.

## نگارخانه

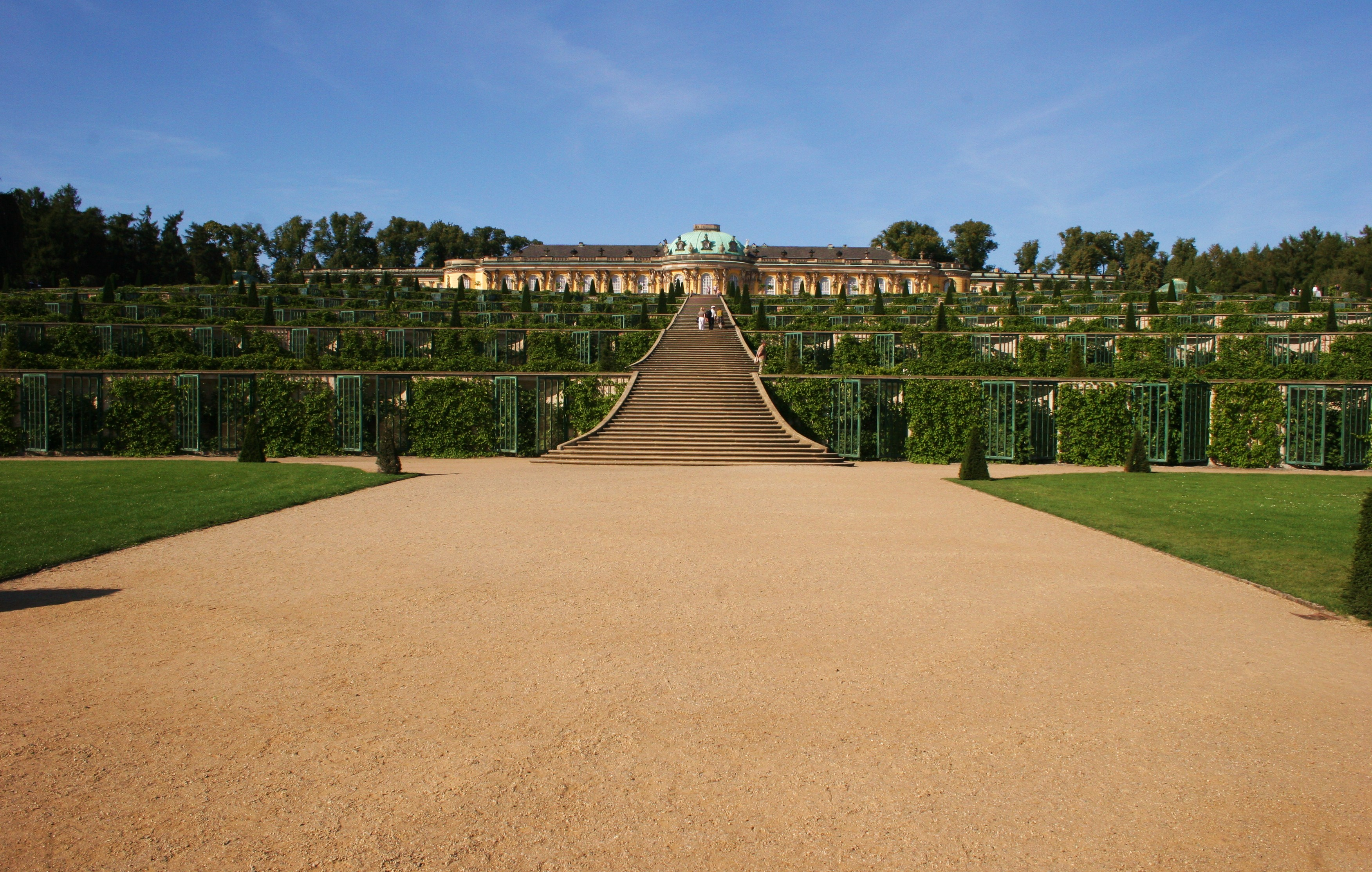
نمایی از محوطه کاخ تابستانی سانسوسی.
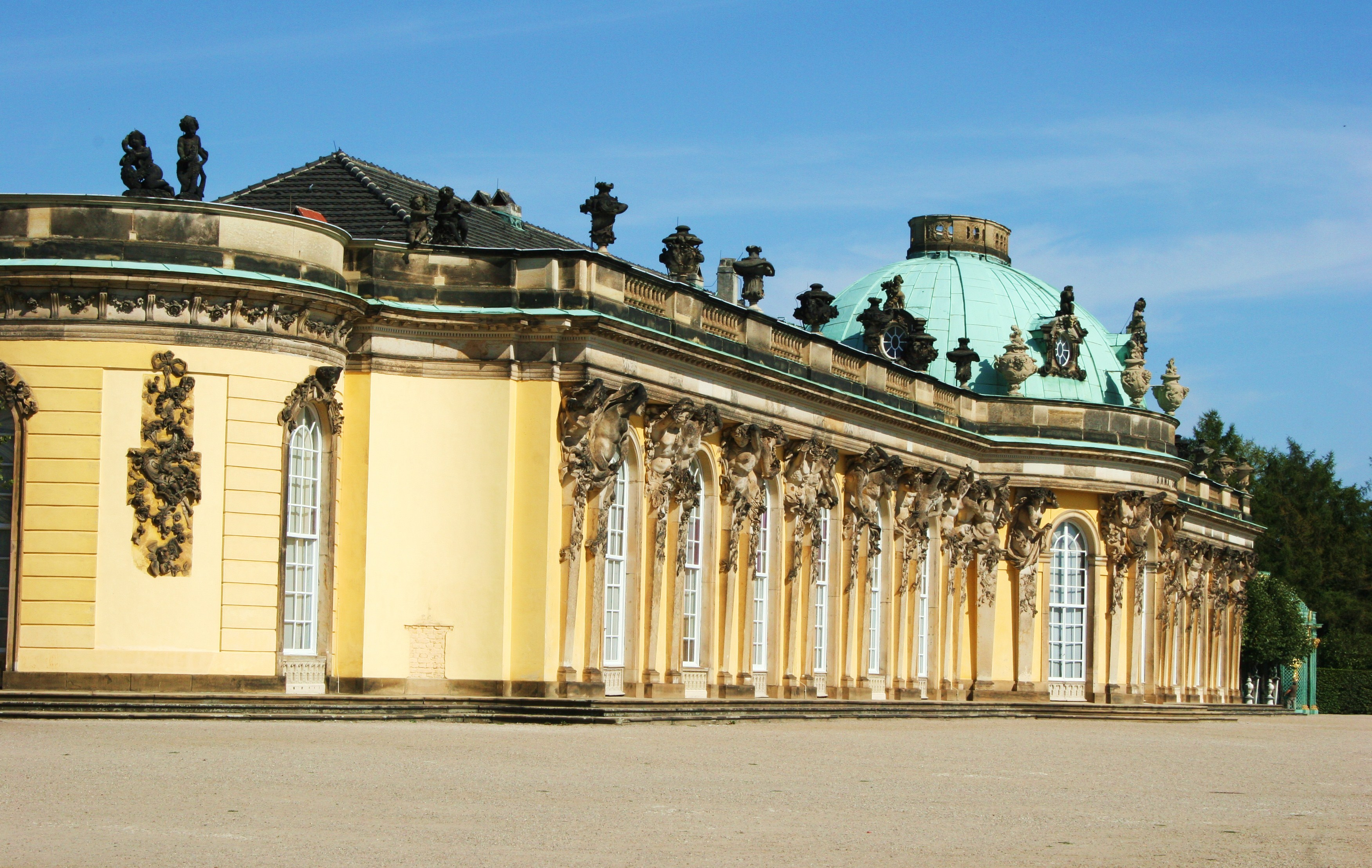
نمایی از کاخ تابستانی سانسوسی.
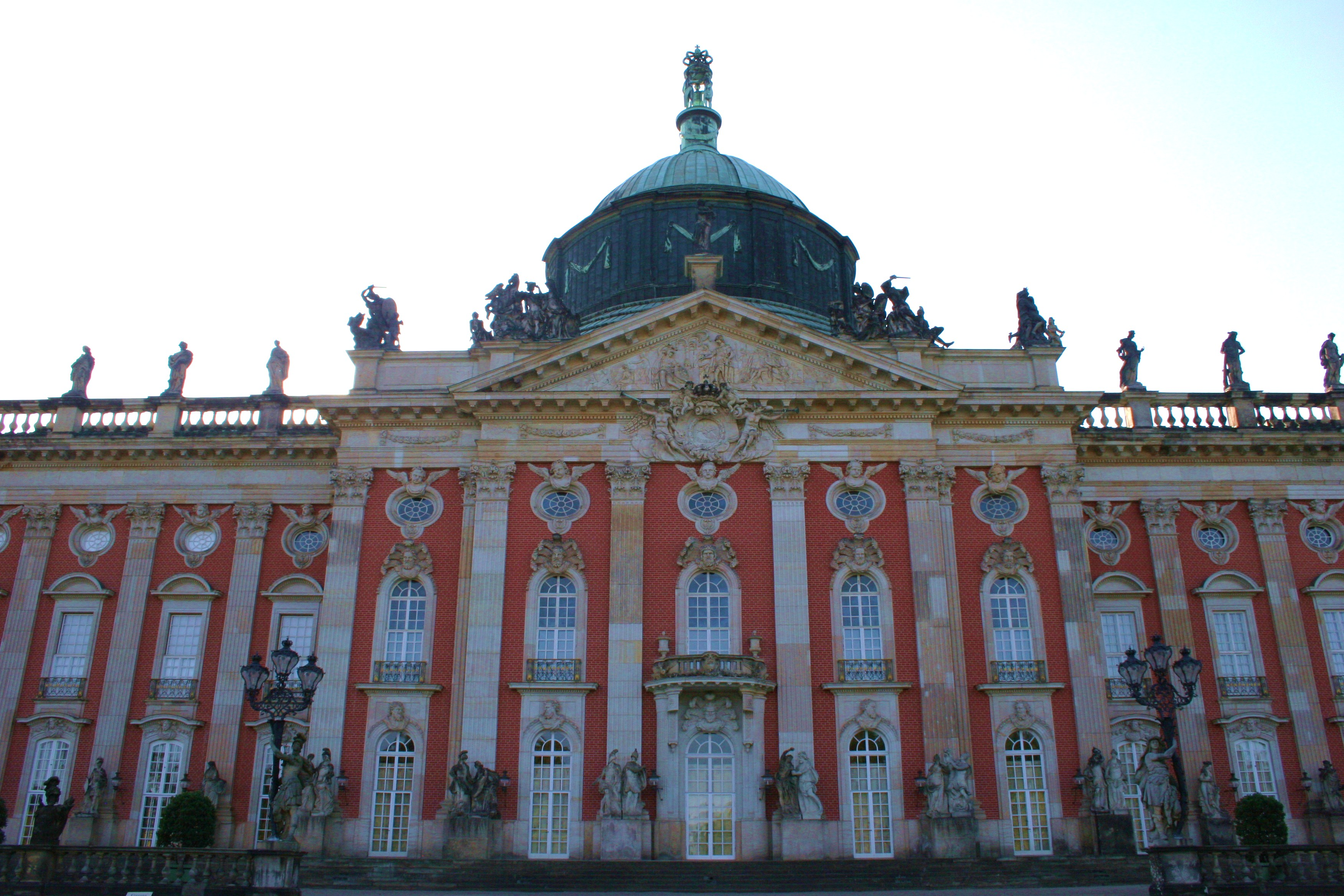
نمایی از کاخ زمستانی سانسوسی.
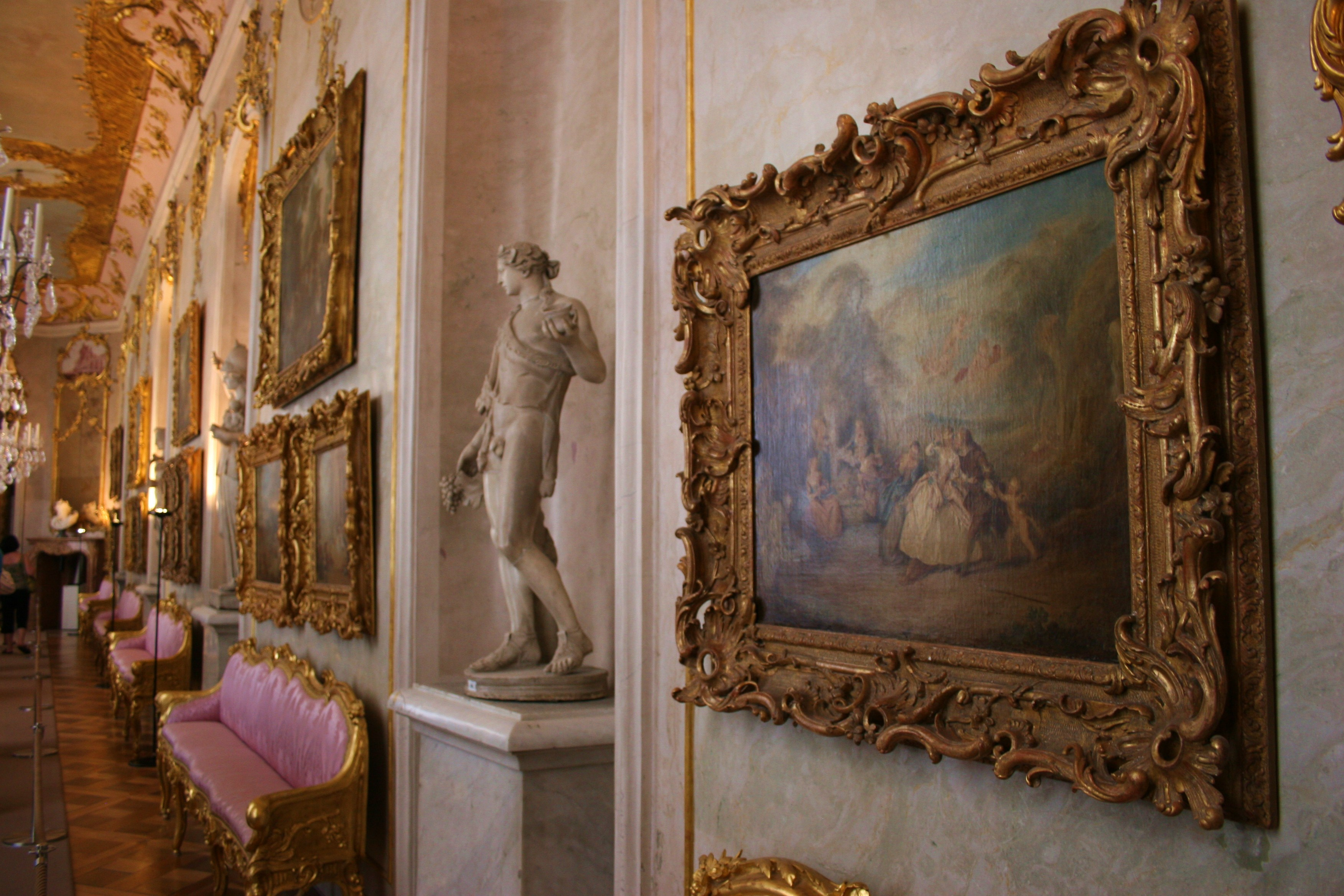
نمایی از دکوراسیون داخلی کاخ تابستانی سانسوسی.
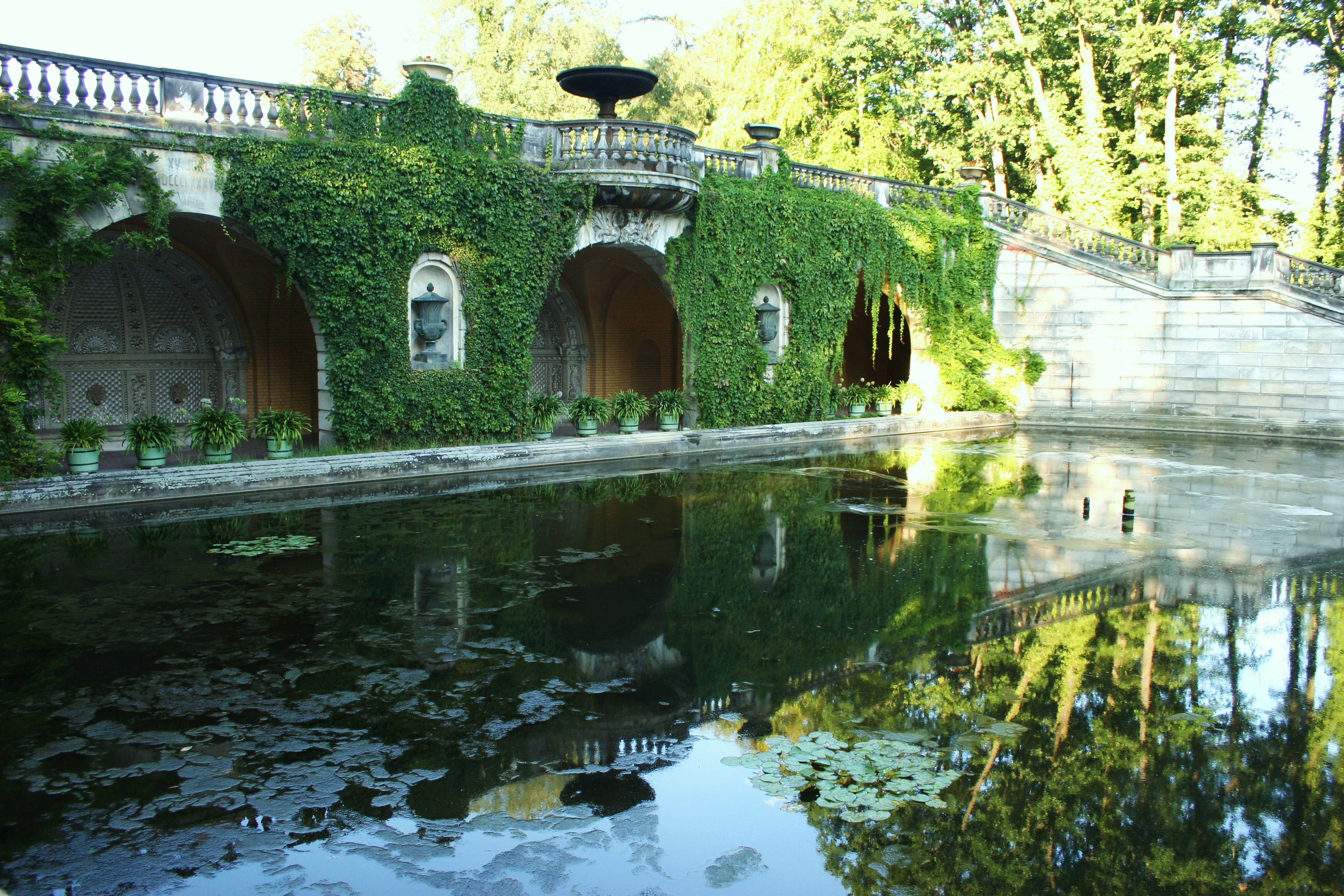
نمایی از استخر سانسوسی در باغ کاخ.
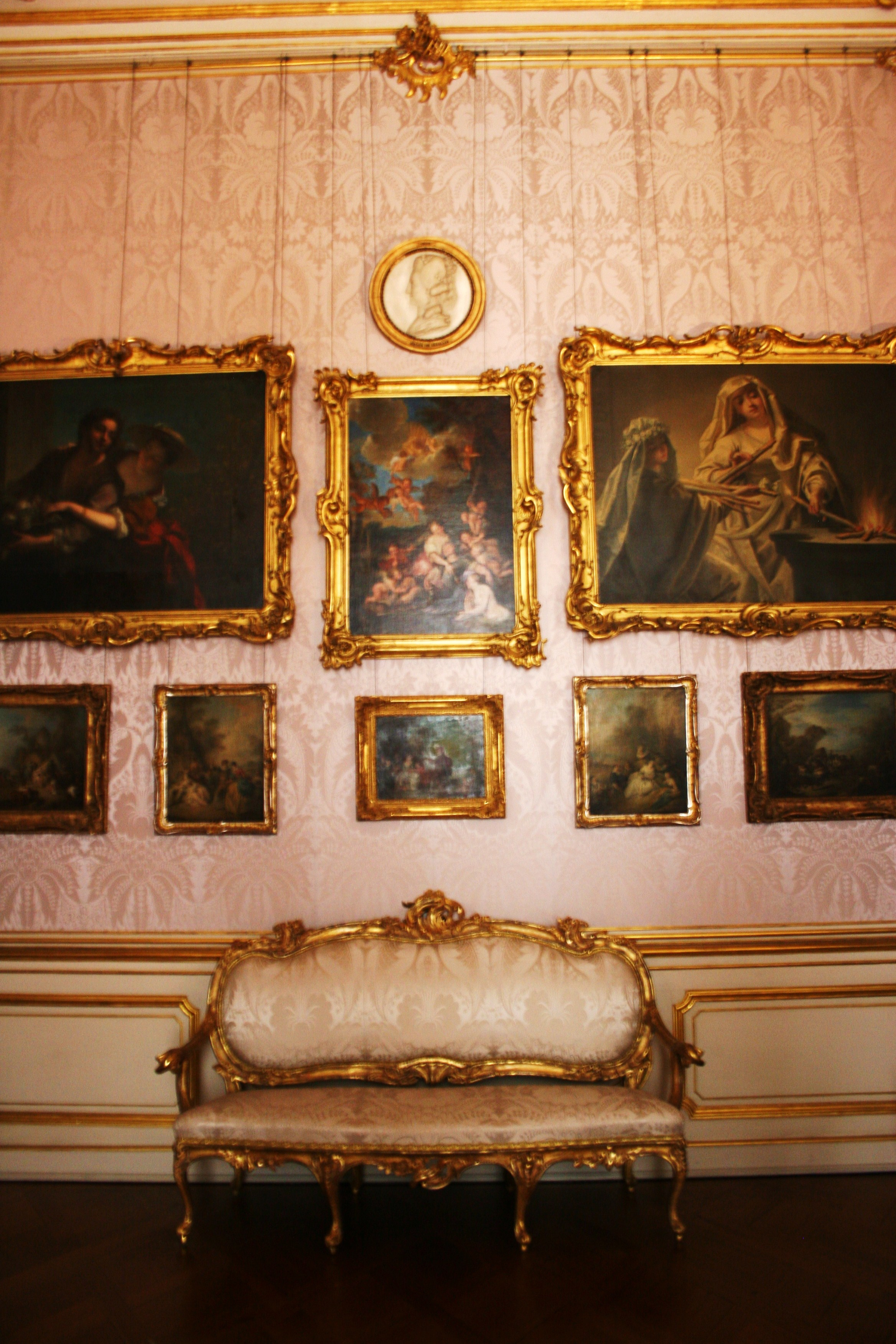
نمایی از دکوراسیون داخلی یکی از اتاق‌های خواب کاخ تابستانی سانسوسی.
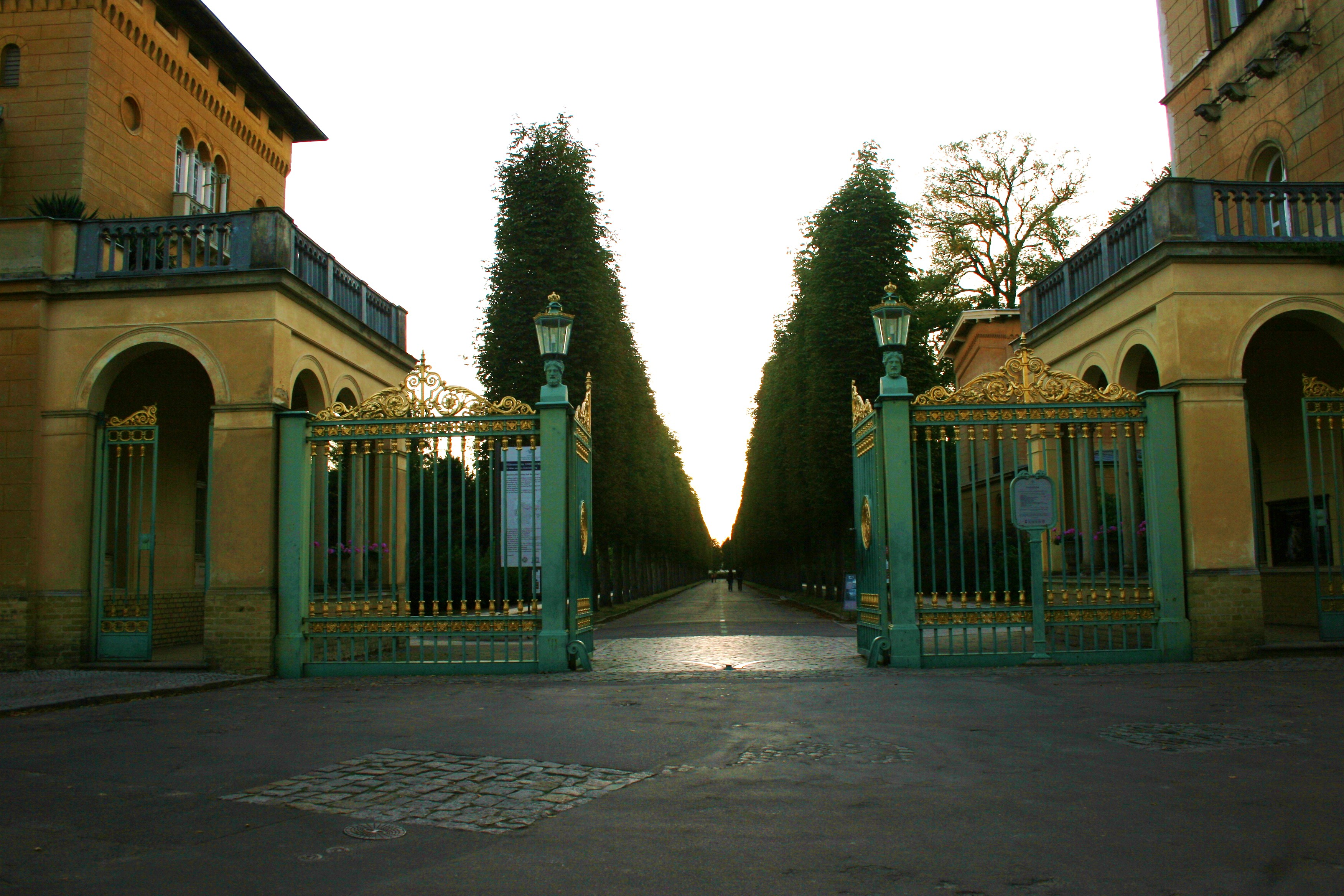
نمایی از یکی از درب‌های کاخ سانسوسی.
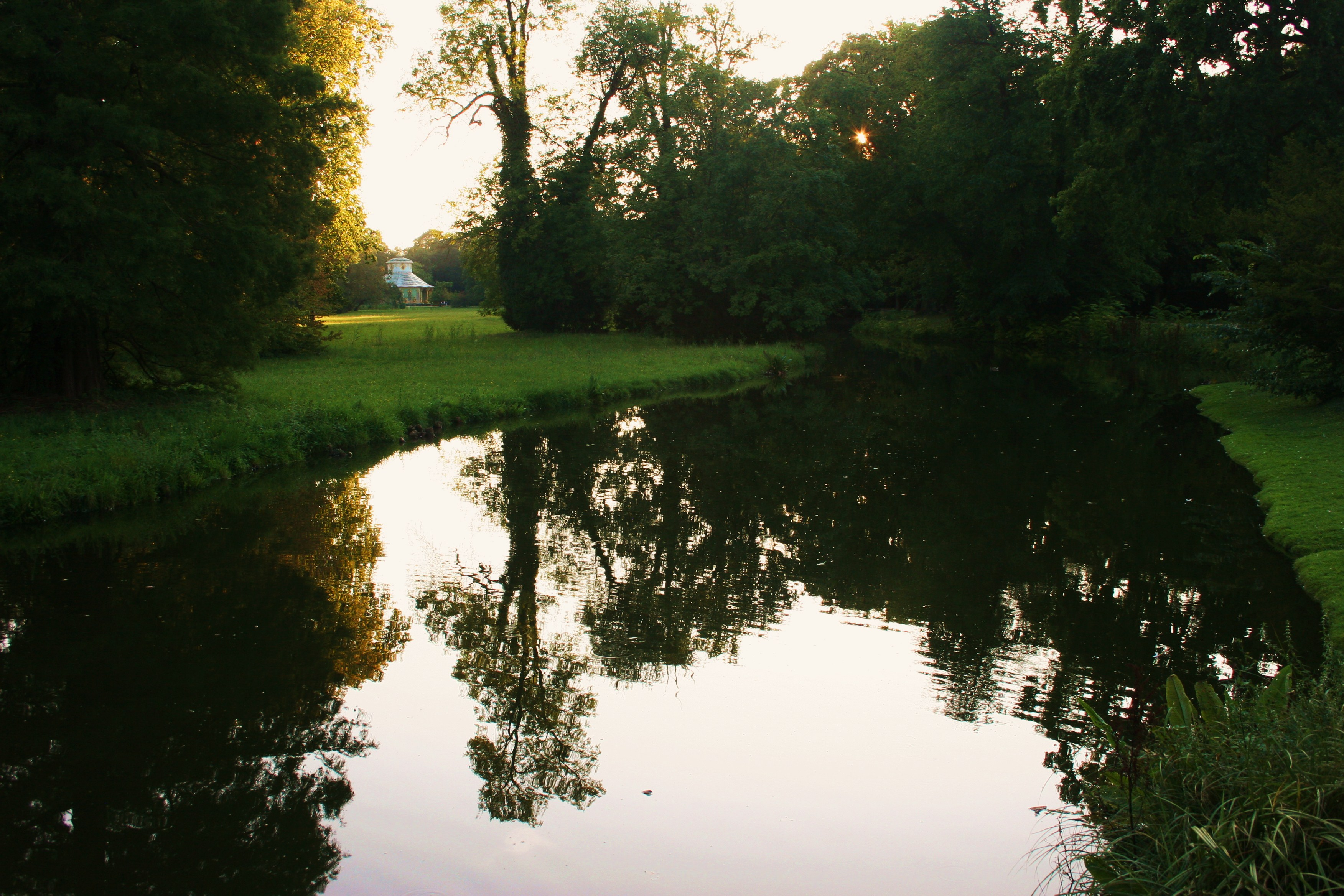
نمایی از خانه چینی و یک برکه در باغ‌های کاخ سانسوسی.